# Protialmenus
Protialmenus là một chi bướm ngày thuộc họ Lycaenidae.